# Pošip

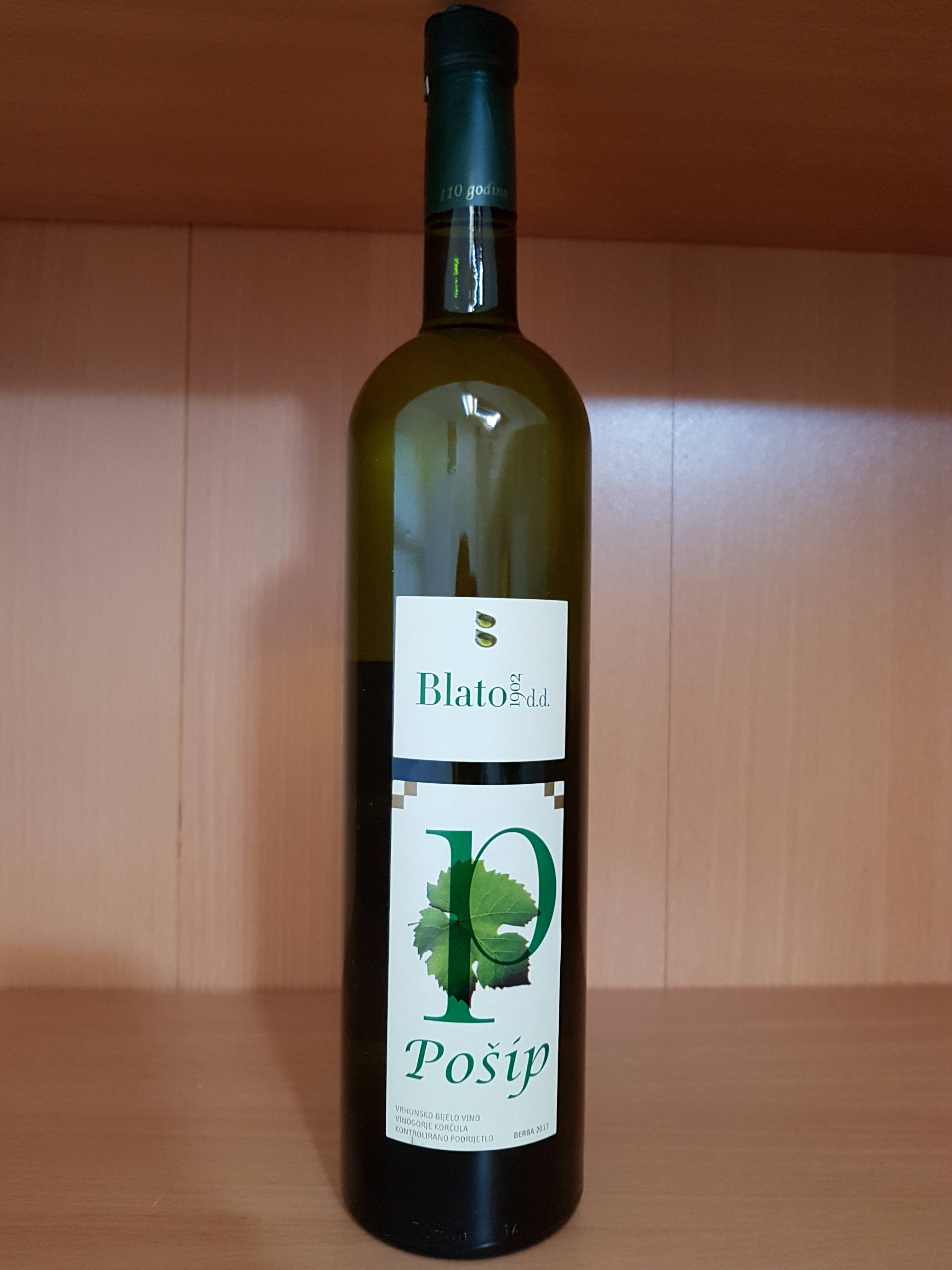
Pošip wijn van wijnhuis Blato 1902

De Pošip druif is een van de oudste druivensoorten van Zuid-Europa. Het is een autochtoon witte druivenras en komt oorspronkelijk van het Kroatische eiland Korčula. In de loop der eeuwen is de druif verspreid naar andere nabijgelegen eilanden in Dalmatië zoals Vis en Hvar. Daarnaast wordt de Pošip langs de kust van Dalmatië verbouwd, onder andere op het  schiereiland Pelješac. 
De Pošip is dan ook een ware ‘eilandenwijn’.  De druif is zeer geschikt om geteeld te worden in het aangename mediterrane klimaat aan de Adriatische Zee en in de rotsachtige omgeving. Tegenwoordig wordt de Pošip wijn ook op de omringende eilanden gemaakt.
De Pošip druif heeft zich uitzonderlijk goed aangepast aan zijn oorspronkelijke omgeving, geeft een goede opbrengst en heeft het vermogen om hoge suikergehaltes vast te houden (tot wel 25g per liter);  nog belangrijker in het warme mediterrane klimaat: de druif is in staat de zuren zeer goed te behouden.